# Temnora marginata
Temnora marginata är en fjärilsart som beskrevs av Walker 1856. Temnora marginata ingår i släktet Temnora och familjen svärmare. Inga underarter finns listade i Catalogue of Life.